# Temnostoma albostriatum
Temnostoma albostriatum är en tvåvingeart som beskrevs av Huo, Ren och Zheng 2007. Temnostoma albostriatum ingår i släktet tigerblomflugor, och familjen blomflugor. Inga underarter finns listade i Catalogue of Life.